# Associazione Sportiva Dilettantistica Argentana
L'Associazione Sportiva Dilettantistica Argentana, meglio nota come Argentana, è una società calcistica italiana con sede nel comune di Argenta, in provincia di Ferrara.
Milita in Prima Categoria, settima divisione del campionato italiano.
Fondata nel 1912, vanta una decina di partecipazioni al massimo campionato dilettantistico.

## Palmarès

### Competizioni regionali
- Eccellenza: 1

1991-1992 (girone B)
- Promozione: 2

1984-1985(girone A), 2011-2012 (girone C)
- Prima Categoria: 1

1959-1960 (girone B)
- Prima Divisione: 1

1949-1950 (girone C)